# 天人五衰
天人五衰（てんにんのごすい）とは、仏教用語の一つで、六道最高位の天界にいる天人が長寿の末に迎える死の直前に現れる5つの兆しのこと。

## 定義
大般涅槃経19においては、以下のものが「天人五衰」とされる、大の五衰と呼ばれるもの。これは仏典によって異なる。
1. 衣裳垢膩（えしょうこうじ）：衣服（羽衣）が埃と垢で汚れて油染みる
2. 頭上華萎（ずじょうかい）：頭上の華鬘が萎える
3. 身体臭穢（しんたいしゅうわい）：身体が汚れて臭い出す
4. 腋下汗出（えきげかんしゅつ）：腋の下から汗が流れ出る
5. 不楽本座（ふらくほんざ）：自分の席に戻るのを嫌がり楽しみが味わえなくなる

このうち、異説が多いのは3つ目で、「身体臭穢」の代わりに
- 『法句譬喩経』1や『仏本行集経』5では「身上の光滅す」
- 『摩訶摩耶経』下では「頂中の光滅す」
- 『六波羅蜜経』3では「両眼しばしば瞬眩（またたき、くるめく）見えなくなる」

となっている。
天人五衰を経て天人は臨終間際に地獄の16倍の苦痛（断末魔）を受けて死に至るという。天界での生活は苦が少なく享楽に満ちているため天人はみな輪廻から解脱しようとは考えず、また利他行も行わず善行をあまり積まないため、天人が死後再び天人として生まれ変わることは稀で六道の下位に転生することが多いという。

## 運用
『正法念経』23には、この天人の五衰の時の苦悩に比べると、地獄で受ける苦悩もその16分の1に満たないと説いている。『往生要集』では、『六波羅蜜経』の説に依り、人間より遥かに楽欲を受ける天人でも最後はこの五衰の苦悩を免れないと説いて、天界往生（生天）を望むのではなく、速やかに六道輪廻から解脱して浄土の方に往生すべきだと力説している。
また、中世の本地物である『熊野本地』に出る「五衰殿」などは、この天人五衰に由来する。

## 関連作品
- 三島由紀夫 『豊饒の海』第四巻が『天人五衰』である。
- 中上健次　短編集『千年の愉楽』、収められている「天人五衰」は前者のタイトルに由来する。
- 京極夏彦  百鬼夜行シリーズ第2作『魍魎の匣』本編内での小説のタイトルである。
- ZUN　ZUNが制作した『東方妖々夢』の5面において魂魄妖夢というキャラクターが『天上剣「天人の五衰」』という攻撃を行う[1]。
- 朝霧カフカ原作、春河35作画　「文豪ストレイドッグス」では、「天人五衰」という犯罪組織が登場する。神威（正体は、猟犬の隊長福地桜痴）、フョードル・ドストエフスキー、ニコライ・ゴーゴリ、ブラム・ストーカー、シグマの五人で成り立っている。